# Seleção Croata de Futebol
A Seleção Croata de Futebol é a equipe de futebol nacional da Croácia. Tem sido apontada como uma das seleções mais fortes, desde a separação da Iugoslávia, no início dos anos de 1990.

## História da Seleção Croata
A consagração do futebol croata veio mesmo com o terceiro lugar na Copa do Mundo de 1998. A equipe que tinha Davor Suker, o artilheiro do mundial e Zvonimir Boban, na época jogador do AC Milan, como suas principais estrelas, conquistou essa façanha com uma campanha surpreendente, em que derrotaram a Alemanha nas quartas de final por 3 a 0. A Seleção Croata só foi derrotada na semifinal, perdendo para a anfitriã França por 2 a 1, com dois gols de Lilian Thuram que nunca havia marcado um gol pela seleção. Na Copa de 2002 e na Eurocopa de 2004, a equipe croata não conseguiu passar da primeira fase. O mesmo se deu na Copa de 2006, na Alemanha, quando terminou em 22º lugar.
Para a Euro 2008, a Croácia não teve uma seleção tão forte quanto aquela que chegou às semifinais na Copa de 1998, tendo alcançado o terceiro lugar. Contudo, mesmo assim conseguiu uma ótima campanha nas Eliminatórias Europeias, vencendo oito dos dez jogos que disputou, o que alegrou muito o técnico Zlatko Kranjcar. Nas dez partidas realizadas pela seleção croata, o único momento em que houve descontentamento dos torcedores foi quando a Croácia empatou com a seleção de Malta em 1 a 1, provocando revolta em uma boa parte dos torcedores ao saírem do estádio.

## A Croácia em Copas do Mundo
A seleção Croata já disputou 5 Copas do Mundo tendo a melhor posição em 2018. Conquistou do 2º lugar após perder a final contra a França. Abaixo estão descritas as respectivas participações:

### 1930 a 1990
Não participou dessas campanhas porque fazia parte da Iugoslávia. E essa disputava as competições até a sua divisão em 1991 

### 1998
A Croácia chegou na Copa da França com uma campanha regular conseguindo o segundo lugar do grupo 1 nas eliminatórias europeias (com um ponto a mais que o terceiro) contra a Ucrânia. Venceu o primeiro jogo por 2 a 0 na cidade de Zagreb e empatou o segundo por 1 a 1 em Kiev.
Chegando a competição pela primeira vez a Cróacia entrou no Grupo H que tinha Argentina, Jamaica e Japão. Conseguiu o segundo lugar, com tranquilidade e antecedência (na segunda rodada) , após vencer na estreia por 3 a 1 a Jamaica e o Japão na segunda por 1 a 0. Mas fechou a fase com uma derrota de  1 a 0 para a Argentina. Assim, conquistou seis pontos, marcou quatro gols e sofreu dois. Na fase final, os croatas surpreenderam. Nas oitavas de final, com uma vitória por 1 a 0 sobre a Romênia, que foi cabeça de chave e líder do grupo G. Nas quartas uma grande exibição e mais uma vitória, agora sobre a forte Alemanha por 3 a 0. E assim chegou a semi-final onde perdeu para os donos da casa por 2 a 1. Essa derrota não abalou o time que chegou a disputa do terceiro lugar contra a Holanda. Venceu por 2 a 1 e assim fechou com “chave de ouro” a histórica campanha.
O time não chegou a final, mas teve o artilheiro da Copa: Davor Šuker com 6 gols.

### 2002
A Seleção croata melhorou sua participação nas Eliminatórias da Copa do Mundo de Futebol de 2002 e conseguiu chegar a mais uma Copa. Foi líder do grupo 6 de forma invicta (com 5 vitórias e 3 empates) fazendo 18 pontos em uma chave que contava com Bélgica, Escócia, Letônia e San Marino.
Mas não obteve o mesmo rendimento na Copa do Mundo. Com um desempenho fraco, perdeu para o México na estreia por 1 a 0, surpreendeu a Itália vencendo por 2 a 1 e perdeu para o último do grupo, o Equador, por 1 a 0. Assim, terminou a sua presença em terceiro lugar com três pontos.

### 2006
Outra bela campanha nas Eliminatórias da Copa do Mundo de Futebol de 2006, mais uma vez liderando o grupo (7 vitórias e 3 empates). Fez 21 pontos, a maior pontuação que conseguiu em eliminatórias. A chave também continha a Suécia, Bulgária, Hungria, Islândia e Malta.
Na Copa do Mundo, formou o grupo F com Brasil, Austrália e Japão. Desta vez, os croatas não conseguiram vencer nenhum jogo. Perderam para o Brasil na estreia por 1 a 0 e empataram com a Austrália por 2 a 2 e o Japão por 0 a 0. Terminou em 3º no grupo e em 22º na classificação geral.

### 2010
A seleção croata não participou do Mundial de Futebol na África do Sul.

### 2014
O primeiro jogo da Copa do Mundo FIFA, 2014 no Brasil, foi entre a Croácia e a seleção da casa. A seleção croata foi um adversário difícil, desde o início ameaçou nos contra-ataques. Foi em um contra ataque desses que o jogador da seleção brasileira, Marcelo, fez o primeiro gol contra do Mundial de Futebol. A Croácia perdeu de 3-1 para a seleção do Brasil na Arena Corinthians na cidade de São Paulo. Os croatas reclamaram que o juiz japonês, Yuchi Nishimura ajudou a seleção do Brasil em um pênalti. O segundo jogo da seleção croata, foi em Manaus, na Arena Amazônia, na noite do dia 18 de junho. A seleção da Croácia, venceu a seleção camaronesa por 4-0. Foi eliminada jogando contra a seleção do México perdendo de 3-1 na Arena Pernambuco em Recife.

### 2018: Sensação mundial e primeira final

#### O caminho na Europa
A Croácia esteve seriamente ameaçada a não se classificar à Copa do Mundo. Faltando um jogo, era necessária uma vitória sobre a Ucrânia fora de casa para garantir a classificação à repescagem europeia - e de quebra, a Federação Croata havia demitido o então treinador Ante Cacić faltando dois dias para a partida. O substituto anunciado foi Zlatko Dalić, que teve passagens por clubes do Leste Europeu e Arábia Saudita. A estratégia deu certo, a Croácia fez 2 a 0 na Ucrânia, em Kiev, e garantiu a classificação à repescagem europeia. O adversário na repescagem europeia era a Grécia. Venceu o primeiro jogo por 4 a 1 em Zagreb e empatou o segundo por 0 a 0 em Atenas, garantindo assim a classificação à sua quinta Copa do Mundo em 27 anos de independência.

#### A melhor campanha da história croata

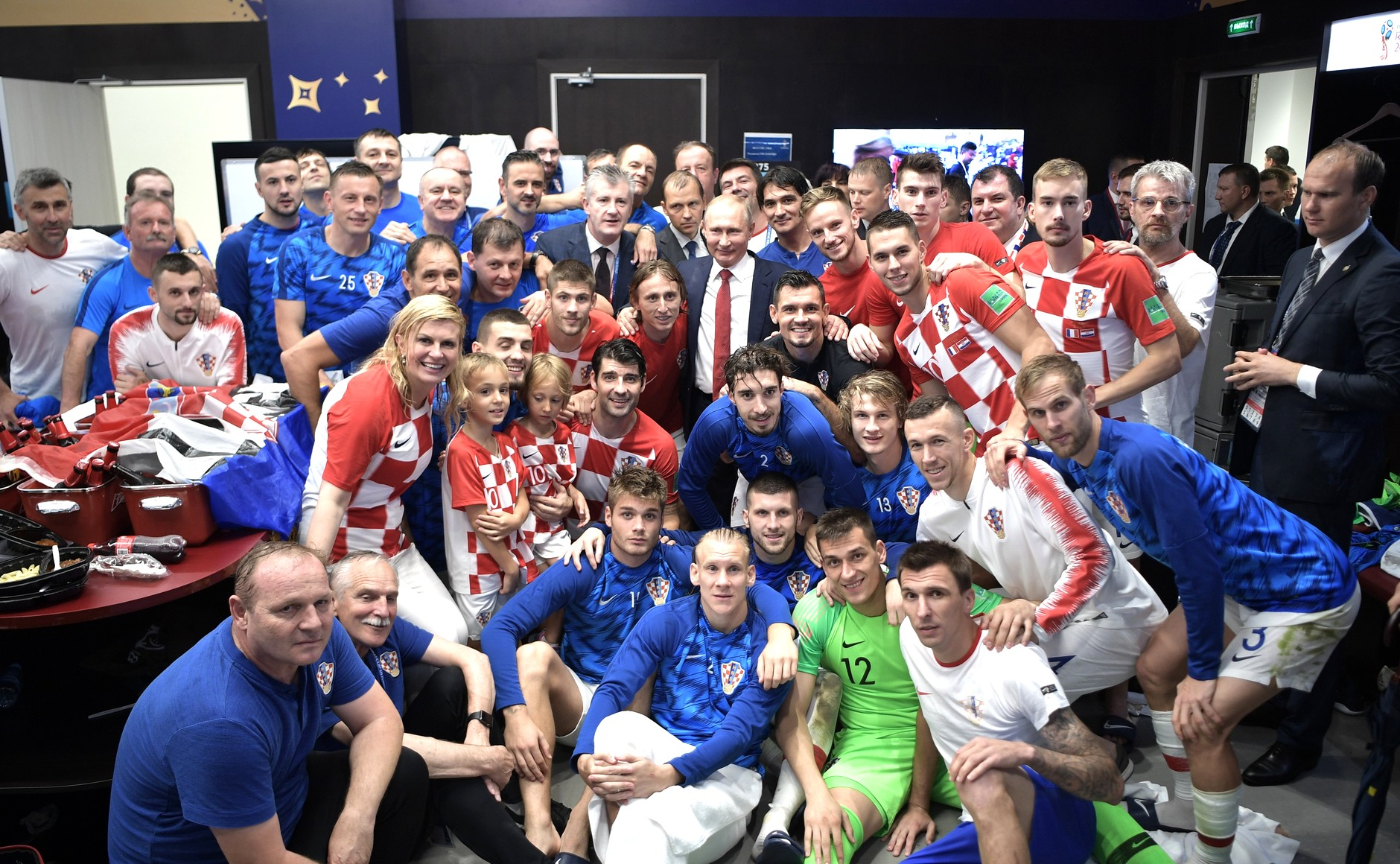
A equipe croata, no vestiário após a final, recebe o presidente russo Vladimir Putin e a presidente croata Kolinda Grabar-Kitarović.

No sorteio realizado pela FIFA em 1 de dezembro de 2017, foi determinado que a Croácia ficaria no Grupo D, enfrentando ─ em sequência ─ Nigéria, Argentina e Islândia. Conseguiu o primeiro lugar com tranquilidade e antecedência, após vencer em Kaliningrado, a Nigéria por 2 a 0; e a Argentina, por 3 a 0, em Níjni Novgorod ─ esta última causando grande repercussão na imprensa mundial. Na última rodada, recheado de reservas, venceu a Islândia por 2 a 1 e eliminou qualquer possibilidade da seleção estreante chegar às oitavas de final. Assim, conquistou 9 pontos, marcou sete gols e sofreu apenas um, superando a campanha da fase de grupos da seleção liderada por Davor Šuker em 1998.
A Croácia, classificada às oitavas de final, caiu em uma chave relativamente fácil, com únicos empecilhos a possibilidade de enfrentar as campeãs Espanha e Inglaterra futuramente. Enfrentou a Dinamarca, em Níjni Novgorod e garantiu a classificação após empate em 1 a 1 e vitória por 3 a 2 nos pênaltis, com direito a três defesas do goleiro Subašić. Nas quartas de final, o selecionado teve de viajar até Sóchi, onde se encontrou com a dona da casa Rússia, diante de 45 mil torcedores. Garantiu, pela 2ª vez em sua história, a vaga na semifinal após empate em 2 a 2 e, nos pênaltis, vitória por 4 a 3.
De volta às semifinais após 20 anos, a Croácia enfrentou a Inglaterra no palco da final, Estádio Luzhniki, em Moscou, em 10 de julho. Kieran Trippier abriu o placar aos cinco minutos iniciais após bela cobrança de falta e Perišić empatou o jogo no segundo tempo. Vale também ressaltar que a partida foi à prorrogação e todas as quatro substituições permitidas pela FIFA foram realizadas durante o tempo adicional. Ao segundo tempo da prorrogação, Mario Mandžukić fez o gol da virada e consequente classificação heróica da Croácia ao duelo final, valendo a taça da Copa, contra a Seleção Francesa.
A Final da Copa do Mundo de 2018 entre Croácia e França foi realizada no dia 15 de julho de 2018, no Estádio Luzhniki, em Moscou, às 12:00 (UTC−3). A seleção croata foi derrotada pela França por 4 a 2 ─ gols marcados por Mandzukic contra, Griezmann, Pogba e Mbappé; Perisic e Manduzkic ─ e terminou com o vice-campeonato, encerrando assim a melhor campanha de sua história.
2022
Na Copa do Mundo FIFA Qatar 2022 a Seleção Croata ficou com a medalha de bronze após derrotar a Seleção Marroquina por 2 a 1 com gols de Gvardiol e Orsic

## Desempenho em competições
| DESEMPENHO NA COPA DO MUNDO | DESEMPENHO NA COPA DO MUNDO | DESEMPENHO NA COPA DO MUNDO | DESEMPENHO NA COPA DO MUNDO | DESEMPENHO NA COPA DO MUNDO | DESEMPENHO NA COPA DO MUNDO | DESEMPENHO NA COPA DO MUNDO | DESEMPENHO NA COPA DO MUNDO | DESEMPENHO NA COPA DO MUNDO |
| Ano                         | Fase                        | Posição                     | J                           | V                           | E                           | D                           | GP                          | GC                          |
| --------------------------- | --------------------------- | --------------------------- | --------------------------- | --------------------------- | --------------------------- | --------------------------- | --------------------------- | --------------------------- |
| 1930–1990                   | Parte da Iugoslávia         | Parte da Iugoslávia         | Parte da Iugoslávia         | Parte da Iugoslávia         | Parte da Iugoslávia         | Parte da Iugoslávia         | Parte da Iugoslávia         | Parte da Iugoslávia         |
| 1994                        | Não era membro FIFA         | Não era membro FIFA         | Não era membro FIFA         | Não era membro FIFA         | Não era membro FIFA         | Não era membro FIFA         | Não era membro FIFA         | Não era membro FIFA         |
| 1998                        | 3º lugar                    | 3/32                        | 7                           | 5                           | 0                           | 2                           | 11                          | 5                           |
| 2002                        | Fase de grupos              | 23/32                       | 3                           | 1                           | 0                           | 2                           | 2                           | 3                           |
| 2006                        | Fase de grupos              | 22/32                       | 3                           | 0                           | 2                           | 1                           | 2                           | 3                           |
| 2010                        | Não classificou             | Não classificou             | Não classificou             | Não classificou             | Não classificou             | Não classificou             | Não classificou             | Não classificou             |
| 2014                        | Fase de grupos              | 19/32                       | 3                           | 1                           | 0                           | 2                           | 6                           | 6                           |
| 2018                        | Vice-campeão                | 2/32                        | 7                           | 4                           | 2                           | 1                           | 14                          | 9                           |
| 2022                        | 3° lugar                    | 3/32                        | 7                           | 2                           | 4                           | 1                           | 8                           | 7                           |
| 2026                        | À definir                   | À definir                   | À definir                   | À definir                   | À definir                   | À definir                   | À definir                   | À definir                   |
| Total                       | Vice-Campeão                | 2/32                        | 29                          | 13                          | 8                           | 8                           | 41                          | 29                          |

| DESEMPENHO NA EUROCOPA | DESEMPENHO NA EUROCOPA | DESEMPENHO NA EUROCOPA | DESEMPENHO NA EUROCOPA | DESEMPENHO NA EUROCOPA | DESEMPENHO NA EUROCOPA | DESEMPENHO NA EUROCOPA | DESEMPENHO NA EUROCOPA | DESEMPENHO NA EUROCOPA |
| Ano                    | Fase                   | Posição                | J                      | V                      | E                      | D                      | GP                     | GC                     |
| ---------------------- | ---------------------- | ---------------------- | ---------------------- | ---------------------- | ---------------------- | ---------------------- | ---------------------- | ---------------------- |
| 1960–1992              | Parte da Iugoslávia    | Parte da Iugoslávia    | Parte da Iugoslávia    | Parte da Iugoslávia    | Parte da Iugoslávia    | Parte da Iugoslávia    | Parte da Iugoslávia    | Parte da Iugoslávia    |
| 1996                   | Quartas de final       | 7/16                   | 4                      | 2                      | 0                      | 2                      | 5                      | 5                      |
| 2000                   | Não classificou        | Não classificou        | Não classificou        | Não classificou        | Não classificou        | Não classificou        | Não classificou        | Não classificou        |
| 2004                   | Fase de grupos         | 13/16                  | 3                      | 0                      | 2                      | 1                      | 4                      | 6                      |
| 2008                   | Quartas de final       | 5/16                   | 4                      | 3                      | 1                      | 0                      | 5                      | 2                      |
| 2012                   | Fase de grupos         | 10/16                  | 3                      | 1                      | 1                      | 1                      | 4                      | 3                      |
| 2016                   | Oitavas de final       | 9/24                   | 4                      | 2                      | 1                      | 1                      | 5                      | 4                      |
| 2021                   | Oitavas de final       | 14/24                  | 4                      | 1                      | 1                      | 2                      | 7                      | 8                      |
| 2024                   | Fase de grupos         | 20/24                  | 3                      | 0                      | 2                      | 1                      | 3                      | 6                      |
| Total                  | Quartas de final       | 5/16                   | 25                     | 9                      | 8                      | 8                      | 33                     | 34                     |

## Outros Títulos
- Copa do Presidente da Coreia do Sul: 1999
- FIFA Series: 2024 (etapa Egito)

## Campanhas destacadas
- Copa do Mundo: 2º lugar em 2018
- Copa do Mundo: 3º lugar em 1998 e 2022

### Material esportivo
| Fornecedor | Período       |
| ---------- | ------------- |
| Uhlsport   | 1990–1991     |
| Lotto      | 1992–1994     |
| Kappa      | 1994          |
| Lotto      | 1994–2000     |
| Nike       | 2000–presente |

## Estatísticas
Negrito: Jogadores ainda em atividade
| Pos. | Jogador         | Jogos | Gols | Período   |
| ---- | --------------- | ----- | ---- | --------- |
| 1    | Luka Modrić     | 180   | 27   | 2006–     |
| 2    | Ivan Perišić    | 136   | 33   | 2011–     |
| 3    | Darijo Srna     | 134   | 22   | 2002–2016 |
| 4    | Stipe Pletikosa | 114   | 0    | 1999–2014 |
| 5    | Ivan Rakitić    | 106   | 15   | 2007–2019 |
| 6    | Domagoj Vida    | 105   | 4    | 2010–     |
| 7    | Josip Šimunić   | 105   | 3    | 2001–2013 |
| 8    | Ivica Olić      | 104   | 20   | 2002–2015 |
| 9    | Vedran Ćorluka  | 103   | 4    | 2006–2018 |
| 10   | Dario Šimić     | 100   | 3    | 1996–2008 |

| Pos. | Jogador          | Período   | Gols | Jogos | Média |
| ---- | ---------------- | --------- | ---- | ----- | ----- |
| 1    | Davor Šuker      | 1990–2002 | 45   | 69    | 0,65  |
| 2    | Mario Mandžukić  | 2007–2018 | 33   | 89    | 0,37  |
| 2    | Ivan Perišić     | 2011–     | 33   | 136   | 0,25  |
| 4    | Eduardo da Silva | 2004–2014 | 29   | 64    | 0,45  |
| 4    | Andrej Kramarić  | 2014–     | 29   | 96    | 0,30  |
| 6    | Luka Modrić      | 2006–     | 27   | 180   | 0,14  |
| 7    | Darijo Srna      | 2002–2016 | 22   | 134   | 0,16  |
| 8    | Ivica Olić       | 2002–2015 | 20   | 104   | 0,19  |
| 9    | Niko Kranjčar    | 2004–2013 | 16   | 81    | 0,2   |
| 10   | Nikola Kalinić   | 2008–2018 | 15   | 42    | 0,36  |
| 10   | Goran Vlaović    | 1992–2002 | 15   | 51    | 0,29  |
| 10   | Ivan Rakitić     | 2007–2019 | 15   | 106   | 0,14  |